# Jonas
Jonas, na Bíblia Hebraica, foi um  profeta do norte do reino de Israel que viveu por volta  do século VIII a.C. Ele é a figura central do livro de Jonas, no qual ele é chamado por Deus para viajar até Nínive e alertar seus moradores do iminente castigo divino. Em vez disso, Jonas decide por embarcar em um navio com destino a Társis. Preso em uma tempestade, ele ordena que a tripulação do navio o jogue ao mar, e após isto, ele acaba sendo engolido por um peixe gigante. Três dias depois, Jonas concorda em ir a Nínive, e então o peixe o vomita na praia. Jonas convence com sucesso toda a cidade de Nínive a se arrepender, mas espera fora da cidade na expectativa de sua destruição. Deus protege Jonas do sol com uma planta, mas depois envia um verme para fazer com que ela murche. Quando Jonas reclama do calor amargo, Deus o repreende.
No judaísmo, a história de Jonas representa o ensino de teshuvá, que é a capacidade de se arrepender e ser perdoado por Deus. No Novo Testamento, Jesus se denomina "maior que Jonas" e promete aos fariseus "o sinal de Jonas", que é a sua ressurreição. Os primeiros intérpretes cristãos viram Jonas como uma tipologia para Jesus. Mais tarde, durante a Reforma Protestante, Jonas passou a ser visto como um arquétipo do "judeu invejoso". Jonas é considerado um profeta no Islã e a narrativa bíblica de Jonas é repetida, com algumas diferenças notáveis, no Alcorão. Em sua maioria, os principais estudiosos da Bíblia consideram o Livro de Jonas como fictício e frequentemente afirmam que ele é parcialmente satírico, mas que o caráter de Jonas pode ter sido baseado no profeta histórico com o mesmo nome mencionado no Segundo Livro dos Reis.
Embora a palavra "baleia" seja frequentemente utilizada nas versões em português da história de Jonas, o texto hebraico na verdade usa a frase dag gadol, que significa "peixe gigante". Nos séculos XVII e início do XVIII, as espécies de peixes que engoliram Jonas foram objeto de especulação para os naturalistas, que interpretaram a história como um relato de um incidente histórico. Alguns estudiosos modernos do folclore notaram semelhanças entre Jonas e outras figuras lendárias, especificamente Gilgamesh e o herói grego Jasão.

## Livro de Jonas

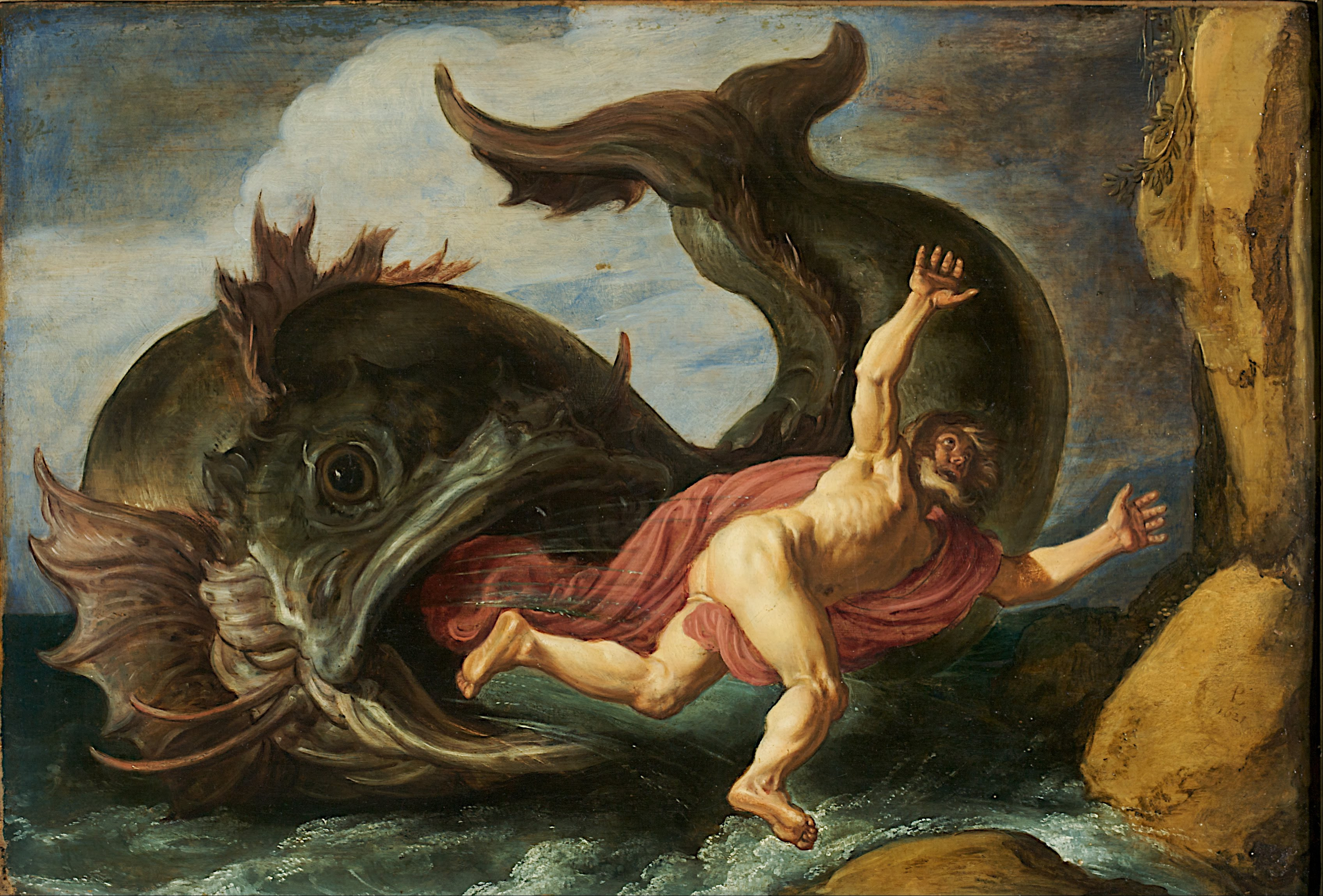
Jonas e a Baleia (1621) por Pieter Lastman

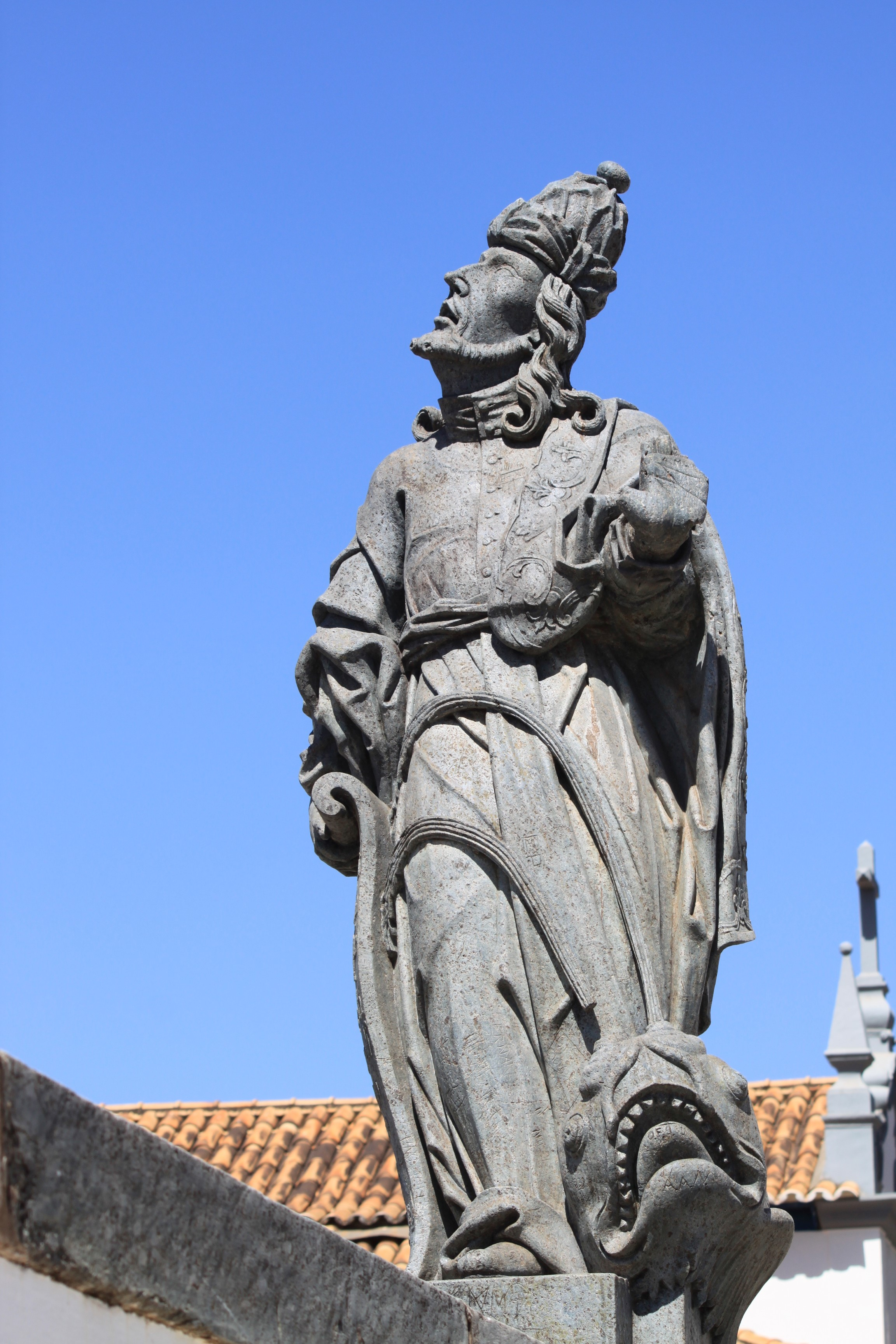
O profeta Jonas por Aleijadinho

Jonas é o personagem central do livro de Jonas, no qual Deus ordena que ele vá à cidade de Nínive para profetizar contra ela "porque a sua maldade subiu até a minha presença", mas Jonas, em vez disso, tenta fugir da "presença do Senhor" indo para Jafa (às vezes transliterado como Jopa ou Jope) e navegando para Társis. Uma enorme tempestade surge e os marinheiros, percebendo que não é uma tempestade comum, lançam sorte e descobrem que Jonas é o culpado. Jonas admite isso e afirma que se ele for jogado ao mar, a tempestade cessará. Os marinheiros se recusam a fazer isso e continuam a remar, mas todos os seus esforços fracassam e acabam sendo forçados a jogar Jonas ao mar. Como resultado, a tempestade se acalma e os marinheiros oferecem sacrifícios a Deus. Jonas é milagrosamente salvo por ser engolido por um peixe grande, em cuja barriga ele passa três dias e três noites. Enquanto estava no grande peixe, Jonas ora a Deus em sua aflição e se compromete a agradecer e a pagar o que prometeu. Deus então ordena que o peixe vomite Jonas.
Deus novamente ordena que Jonas viaje para Nínive e profetize a seus habitantes. Desta vez, ele entra na cidade, gritando: "Daqui a quarenta dias Nínive será destruída". Depois que Jonas atravessou Nínive, o povo de Nínive começou a acreditar em sua palavra e proclamar um jejum. O rei de Nínive veste um pano de saco e senta-se sobre cinzas, fazendo uma proclamação que decreta o jejum, o uso de pano de saco, a oração e o arrependimento. Deus vê seus corações arrependidos e poupa a cidade naquele momento. A cidade inteira é humilhada e está submissa pelo povo (e até pelos animais), que são cobertos de saco e cinzas.
Descontente e enfurecido por isso, Jonas se refere à sua viagem anterior para Társis, afirmando que, como Deus é misericordioso, era inevitável que Deus se afastasse das calamidades ameaçadas. Ele então sai da cidade e construiu para si um abrigo, esperando para ver se a cidade será ou não destruída. Deus faz com que uma planta (em hebraico: um kikayon) cresça sobre o abrigo de Jonas, para lhe dar alguma sombra do sol. Mais tarde, Deus faz com que uma lagarta morda a raiz da planta e ela murcha. Jonas, agora sendo exposto a toda a força do sol, quase desmaia e pede a Deus que o mate.

Mas Deus disse a Jonas: "Você tem alguma razão para estar tão furioso por causa da planta? " Respondeu ele: "Sim, tenho! E estou furioso a ponto de querer morrer". Mas o SENHOR lhe disse: "Você tem pena dessa planta, embora não a tenha podado nem a tenha feito crescer. Ela nasceu numa noite e numa noite morreu. Contudo, Nínive tem mais de cento e vinte mil pessoas que não sabem nem distinguir a mão direita da esquerda, além de muitos rebanhos. Não deveria eu ter pena dessa grande cidade?"— Jonas 4:9-11 (NVI) 

## Visões religiosas

### No Judaísmo

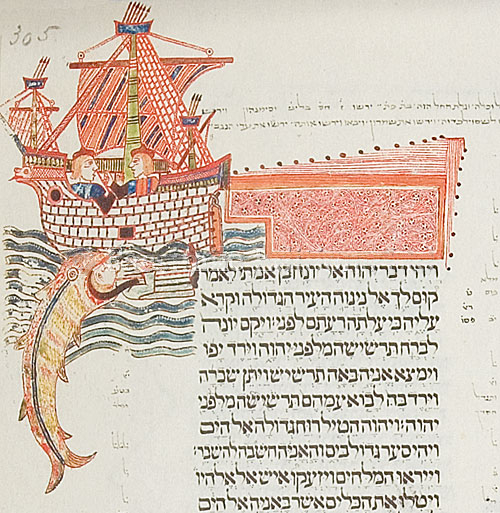
Ilustração de Jonas sendo engolido pelo peixe da Bíblia Kennicott, folha 305r (1476), na Biblioteca Bodleiana, Oxford.

O Livro de Jonas (Yonah יונה) é um dos doze profetas menores incluídos no Tanakh. De acordo com uma tradição, Jonas foi o menino trazido de volta à vida por Elias, o profeta, no capítulo 17 do Primeiro Livro dos Reis. Outra tradição sustenta que ele era o filho da mulher de Suném, ressuscitada por Eliseu no capítulo 4 do Segundo Livro dos Reis e que ele é chamado de "filho de Amitai" (Verdade) devido ao reconhecimento de sua mãe da identidade de Eliseu como um profeta em II Reis 17:24. O Livro de Jonas é lido todos os anos, em seu hebraico original e em sua totalidade, no Yom Kipur - o Dia da Expiação, assim como o Haftorá na oração minchá da tarde.  Segundo o rabino Eliezer, o peixe que engoliu Jonas foi criado na era primordial e o interior de sua boca era como uma sinagoga; os olhos do peixe eram como janelas e uma pérola dentro de sua boca fornecia ainda mais iluminação. 
De acordo com o Midrash, enquanto Jonas estava dentro do peixe, ele disse que sua vida estava quase no fim, porque logo o Leviatã iria comer os dois. Jonas prometeu ao peixe que os salvaria. Seguindo as instruções de Jonas, o peixe nadou ao lado do Leviatã e Jonas ameaçou prender o Leviatã pela língua e deixar que os outros peixes o comessem. O Leviatã ouviu as ameaças de Jonas, viu que ele era circuncidado e percebeu que estava protegido pelo Senhor, então fugiu aterrorizado, deixando Jonas e o peixe vivos. O erudito e rabino judeu medieval Abraão ibne Esdras (1092  1167) argumentou contra qualquer interpretação literal do Livro de Jonas, afirmando que as "experiências de todos os profetas, exceto Moisés, eram visões, não realidades". O estudo posterior feito por Isaac Abravanel (1437 - 1509), no entanto, argumentou que Jonas poderia facilmente sobreviver na barriga do peixe por três dias, porque "afinal, os fetos vivem nove meses sem acesso a ar fresco".
Teshuvá, a capacidade de se arrepender e ser perdoado por Deus, é uma ideia importante no pensamento judaico. Esse conceito é desenvolvido no livro de Jonas: Jonas, o filho da verdade (o nome de seu pai "Amitai" em hebraico significa verdade), se recusa a pedir ao povo de Nínive que se arrependa. Ele busca apenas a verdade, e não o perdão. Quando forçado a ir, sua chamado é ouvido alto e claro. O povo de Nínive se arrepende em êxtase, "jejuando, incluindo as ovelhas", e os escritos judaicos são críticos disso. O Livro de Jonas também destaca o relacionamento às vezes instável entre duas necessidades religiosas: o conforto e a verdade.

### No Cristianismo

#### Em textos bíblicos

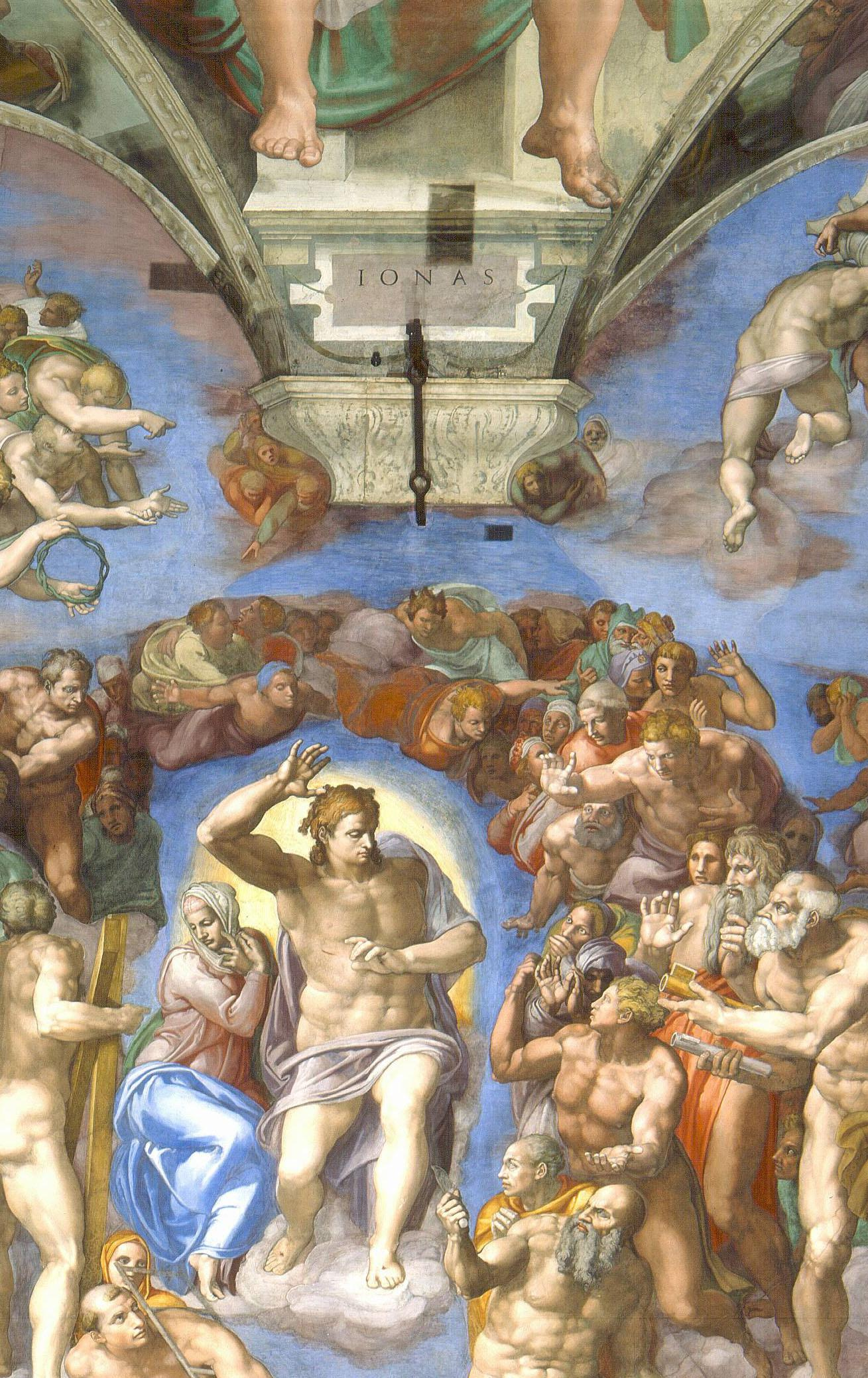
Em seu fresco Juízo Final, Michelangelo descreveu Cristo abaixo de Jonas (IONAS) para qualificar o profeta como seu precursor.

Jonas é mencionado duas vezes no décimo quarto capítulo do livro deuterocanônico de Tobias, cuja conclusão encontra o filho de Tobit, Tobias, na idade extrema de 127 anos, regozijando-se com as notícias da destruição de Nínive por Nabucodonosor e Assuero em aparente cumprimento da profecia de Jonas contra a capital assíria.
No Novo Testamento, Jonas é mencionado em Mateus 12:38–41 e Mateus 16:4 e em Lucas (Lucas 11:29–32). No evangelho segundo Mateus, Jesus faz uma referência a Jonas quando um dos escribas e fariseus pede um sinal para ele. Jesus diz que o sinal será o sinal de Jonas: a restauração de Jonas depois de três dias dentro do grande peixe prefigura a sua própria ressurreição.

Ele respondeu: "Uma geração perversa e adúltera pede um sinal miraculoso! Mas nenhum sinal lhe será dado, exceto o sinal do profeta Jonas.

Pois assim como Jonas esteve três dias e três noites no ventre de um grande peixe, assim o Filho do homem ficará três dias e três noites no coração da terra.

Os homens de Nínive se levantarão no juízo com esta geração e a condenarão; pois eles se arrependeram com a pregação de Jonas, e agora está aqui o que é maior do que Jonas.— Mateus 12:39-41 

#### Pós-bíblico
Jonas é considerado um santo por várias denominações cristãs. Seu dia de festa na Igreja Católica Romana é em 21 de setembro, de acordo com o Martirológio Romano. No ano litúrgico ortodoxo, o dia da festa de Jonas é em 22 de setembro (para as igrejas que seguem o calendário juliano tradicional; 22 de setembro atualmente cai em outubro no calendário gregoriano moderno). Na Igreja Apostólica Armênia, são realizadas festas móveis em comemoração a Jonas como um único profeta e como um dos doze profetas menores. A missão de Jonas aos ninivitas é comemorada pelo jejum de Nínive nas igrejas siríacas e ortodoxas orientais. Jonas é considerado como profeta e celebrado no Calendário dos Santos do Sínodo do Missouri da Igreja Luterana em 22 de setembro.
Os teólogos cristãos tradicionalmente interpretam Jonas como um tipo para Jesus Cristo. Jonas sendo engolido pelo peixe gigante era considerado um prenúncio da crucificação de Jesus e o peixe que vomitava Jonas na praia era visto como um paralelo para a ressurreição de Jesus. São Jerônimo equipara Jonas ao lado mais nacionalista de Jesus, e justifica as ações de Jonas argumentando que "Jonas age assim como um patriota, não tanto que odeie os ninivitas, mas que não deseja destruir seu próprio povo".
Outros intérpretes cristãos, incluindo Santo Agostinho e Martinho Lutero, adotaram uma abordagem diretamente oposta, em relação a Jonas como o epítome da inveja e do ciúme, que eles consideravam características inerentes ao povo judeu. Lutero também conclui que o kikayon representa o judaísmo e que o verme que o devora representa a Cristo. Lutero também questionou a ideia de que o Livro de Jonas jamais foi concebido como história literal, comentando que ele achava difícil acreditar que alguém o interpretaria como um se nunca tivesse sido incluído na Bíblia. A interpretação antissemita de Lutero sobre Jonas permaneceu a interpretação predominante entre os protestantes alemães ao longo da história moderna. J.D. Michaelis comenta que "o significado da fábula atinge você bem entre os olhos", e conclui que o Livro de Jonas é uma polêmica contra "o ódio e a inveja do povo israelita por todas as outras nações da terra". Albert Eichhorn era um forte defensor da interpretação de Michaelis.
João Calvino e John Hooper consideravam o Livro de Jonas um aviso a todos aqueles que poderiam tentar fugir da ira de Deus. Embora Lutero tenha tido o cuidado de sustentar que o Livro de Jonas não foi escrito por Jonas, Calvino declarou que o Livro de Jonas era a confissão pessoal de culpa de Jonas. Calvino vê o tempo de Jonas dentro da barriga do peixe como equivalente aos fogos do inferno, com o objetivo de corrigir Jonas e colocá-lo no caminho da justiça. Também diferentemente de Lutero, Calvino encontra falhas em todos os personagens da história, descrevendo os marinheiros no barco como "duros e de coração de ferro, como os de Ciclope", a penitência dos ninivitas como "destreinada", e o rei de Nínive como um "novato". Hooper, por outro lado, vê Jonas como o dissidente arquetípico e o barco do qual ele é expulso como um símbolo do estado. Hooper deplora tais dissidentes, censurando: "você pode viver em silêncio com tantos Jonas? Não, então jogue-os no mar!" No século XVIII, os professores alemães eram proibidos de ensinar que o Livro de Jonas era qualquer coisa que não fosse um relato literal e histórico.

### No Islamismo

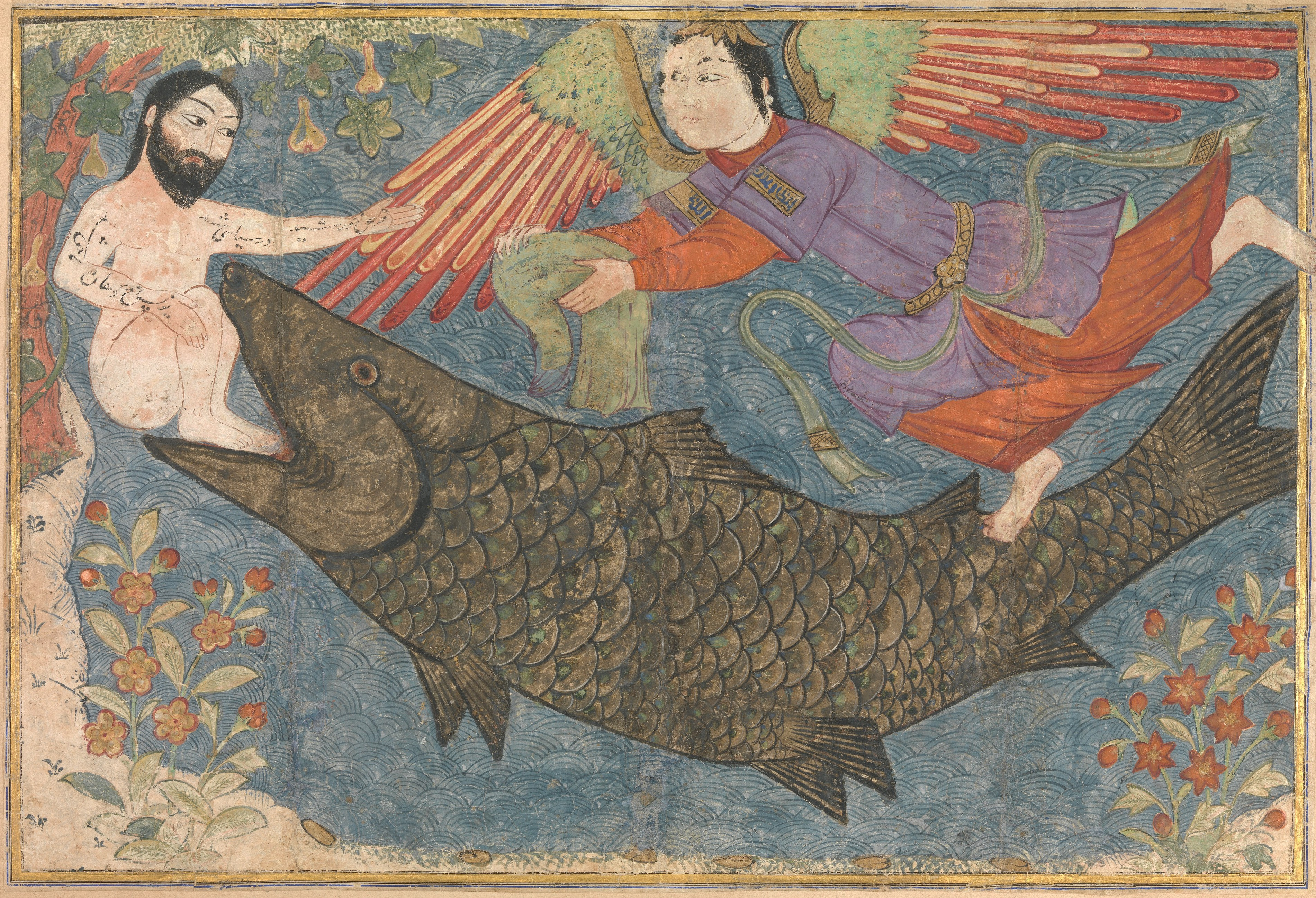
Jonas e o peixe gigante no Jami' al-tawarikh (c. 1400), Museu Metropolitano de Arte

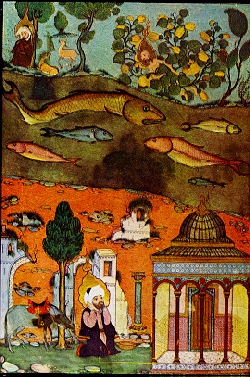
Jonas tentando esconder sua nudez no meio de arbustos; Jeremias no deserto (canto superior esquerdo). Miniatura turca otomana, século XVI.

### Alcorão
Jonas (em árabe: يُونُس, translit. Yūnus) é o título do décimo capítulo do Alcorão. Ele é tradicionalmente visto como muito importante no Islã, como um profeta que foi fiel a Alá e transmitiu suas mensagens. Jonas é o único dos Doze Profetas Menores a ser mencionado pelo nome no Alcorão. Nas Suratas 21:87 e 68:48, Jonas é chamado Dhul-Nūn (em árabe: ذُو ٱلنُّوْن; significa "Aquele que é o Peixe"). Em 4:163 e 6:86, ele é referido como "um apóstolo de Alá". A Surata 37:139-148 reconta a história completa de Jonas:

E também Jonas foi um dos mensageiros.
O qual fugiu num navio carregado.
E se lançou à deriva, e foi desafortunado.
E uma baleia o engoliu, porque era repreensível.
E se não se tivesse contado entre os glorificadores de Deus,
Teria permanecido em seu ventre até ao dia da Ressurreição.

E o arranjamos, enfermo, a uma praia deserta,
E fizemos crescer, ao lado dele, uma aboboreira.
E o enviamos a cem mil (indivíduos) ou mais.
E creram nele, e lhes permitimos deleitarem-se por algum tempo.— Alcorão, capítulo 37 (As-Saaffat, versos 139-148)
O Alcorão não menciona o pai de Jonas, mas a tradição muçulmana ensina que Jonas era da tribo de Benjamim e que seu pai era Amitai.

### Hádice
Jonas também é mencionado em alguns acontecimentos durante a vida de Maomé. Em alguns casos, o nome de Jonas é mencionado com louvor e reverência por Maomé. De acordo com narrativas históricas sobre a vida de Maomé, após dez anos recebendo revelações, este foi à cidade de Ta'if para ver se seus líderes lhe permitiam pregar sua mensagem ali em vez de ir em Meca, mas ele foi expulso desta cidade pela população. Ele se refugiou no jardim de Utbah e Shaybah, dois membros da tribo dos Coraixitas. Eles enviaram seu servo, Adas, para servir uvas como alimento. Maomé perguntou a Adas de onde ele era e o servo respondeu Nínive. "A cidade de Jonas, o justo, filho de Amitai!", Maomé exclamou. Adas ficou chocado porque sabia que os árabes pagãos não tinham conhecimento do profeta Jonas. Ele então perguntou como Maomé sabia desse homem, ao passo que ele lhe respondeu: "Somos irmãos, Jonas era um profeta de Deus e eu também sou um profeta de Deus." Adas imediatamente aceitou o Islã e beijou as mãos e os pés de Maomé.
Uma das afirmações de Maomé, na coleção do Al-Bukhari, mostra que o mesmo destaca que "não se deve dizer que sou melhor que Jonas". Uma declaração semelhante ocorre em um hádice escrito por Iázide I, o segundo califa da dinastia omíada. Omaia ibne Abi Salte, um contemporâneo mais antigo de Maomé, ensinou que, se Jonas não tivesse rezado a Alá, ele teria ficado preso dentro do peixe até o Dia do Julgamento, mas, por causa de sua oração, Jonas "ficou apenas alguns dias dentro da barriga do peixe".
O historiador persa do século IX Al-Tabari registra que, enquanto Jonas estava dentro do peixe, "nenhum de seus ossos ou membros foi ferido". Al-Tabari também escreve que Alá tornou o corpo do peixe transparente, permitindo que Jonas visse as "maravilhas do abismo" e que Jonas ouviu todos os peixes do mar cantando louvores a Alá. Kisai Marvazi, um poeta do século X, registra que o pai de Jonas tinha setenta anos quando ele nasceu e que veio a falecer logo depois, deixando a mãe de Jonas com nada além de uma colher de pau, que acabou sendo uma cornucópia.

### Tumbas

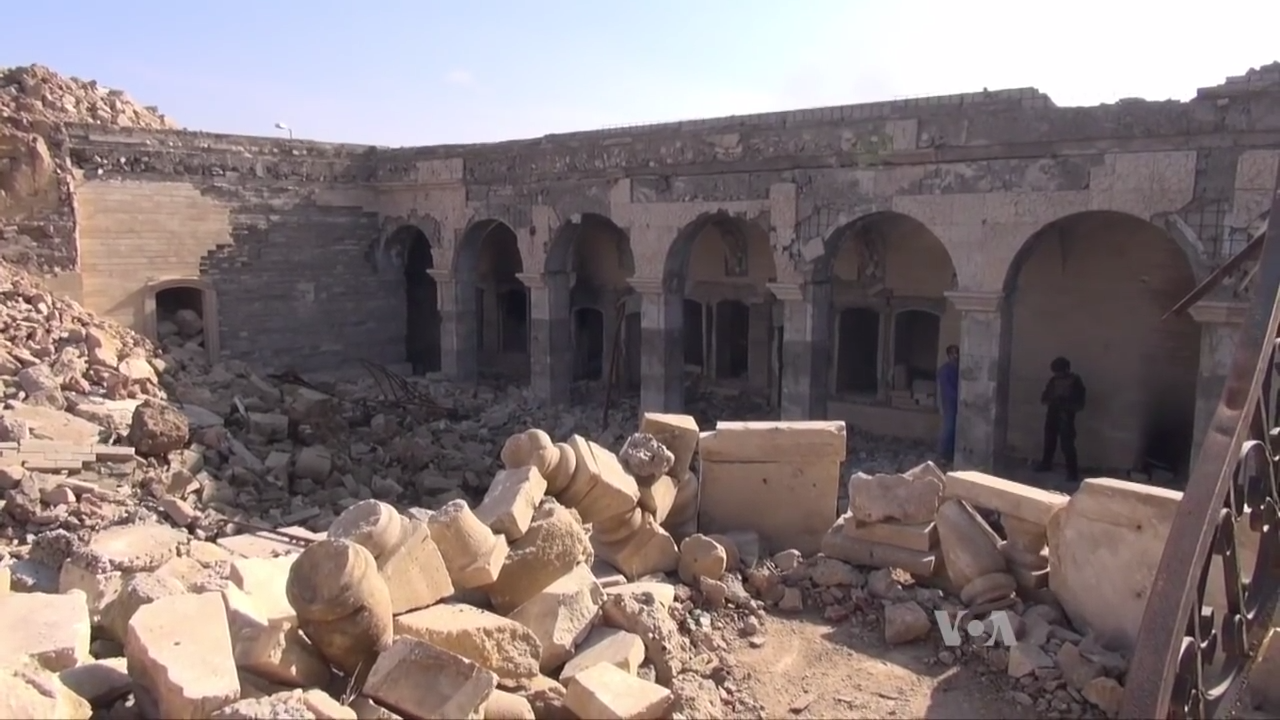
Fotografia das ruínas da mesquita de Yunus, após sua destruição pelo ISIS

A localização atual de Nínive é marcada por escavações de cinco portões, partes de paredes em quatro lados e dois montes grandes: a colina de Kuyunjik e a colina de Nabi Yunus. Uma mesquita no topo de Nabi Yunus foi dedicada ao profeta Jonas e continha um santuário, que foi reverenciado por muçulmanos e cristãos como o local da tumba de Jonas. A tumba era um local de peregrinação popular e um símbolo de unidade para judeus, cristãos e muçulmanos em todo o Oriente Médio.
Em 24 de julho de 2014, o Estado Islâmico do Iraque e do Levante (ISIS) destruiu a mesquita que contém a tumba como parte de uma campanha para destruir santuários religiosos considerados idólatras. Depois que Mosul foi retirado do ISIS em janeiro de 2017, um antigo palácio assírio, datado de cerca de 600 a.C., foi descoberto sob a mesquita em ruínas. O ISIS havia saqueado o palácio de itens para vender no mercado negro, mas alguns dos artefatos que eram mais difíceis de transportar ainda permaneciam no local.
Outros locais de renome da tumba de Jonas incluem a vila árabe de Mexede, localizada no antigo local de Gate-Hefer, em Israel; a cidade palestina de Halhul, na Cisjordânia, a 5 quilômetros ao norte de Hebrom; e um santuário perto da cidade de Sarepta no Líbano. Outra tradição coloca o túmulo em uma colina agora chamada Giv'at Yonah, "Montanha de Jonas", na extremidade norte da cidade israelense de Asdode, em um local coberto por um farol moderno. Uma tumba de Jonas pode ser encontrada em Diyarbakir, na Turquia, localizada atrás do mirabe na mesquita de Fatih Pasha. Evliya Çelebi afirma em seu Seyâhatname que ele visitou os túmulos do profeta Jonas e do profeta Jorge na cidade.

## Interpretações de estudiosos
A história de um homem que sobrevive após ser engolido por uma baleia ou um peixe gigante é classificada no catálogo de tipos de contos populares como "ATU 1889G".

### Historicidade
O consenso entre os principais estudiosos da Bíblia sustenta que o conteúdo do Livro de Jonas é totalmente a-histórico. Embora o profeta Jonas tenha vivido no oitavo século EC,  o Livro de Jonas foi escrito séculos mais tarde durante o tempo do Império Aquemênida. O hebraico usado no livro de Jonas mostra fortes influências do aramaico e as práticas culturais descritas nele correspondem às dos persas aquemênidas. Muitos estudiosos consideram o Livro de Jonas uma obra intencional de paródia ou sátira. Se for esse o caso, provavelmente foi admitido no cânon da Bíblia Hebraica por sábios que não entenderam sua natureza satírica e a interpretaram erroneamente como uma obra profética séria.
Enquanto o próprio livro de Jonas seja considerado ficção, o próprio Jonas pode ter sido um profeta histórico; ele é mencionado brevemente no Segundo Livro dos Reis:

Também este restituiu os termos de Israel, desde a entrada de Hamate, até ao mar da planície; conforme a palavra do SENHOR Deus de Israel, a qual falara pelo ministério de seu servo Jonas, filho do profeta Amitai, o qual era de Gate-Hefer.— 2 Reis 14:25
A maioria dos estudiosos acredita que o autor anônimo do Livro de Jonas pode ter tomado esse obscuro profeta de 2 Reis e o usado como base para o personagem fictício de Jonas, mas alguns afirmaram que a figura do próprio Jonas é inteiramente lendária.

### Elementos paródicos

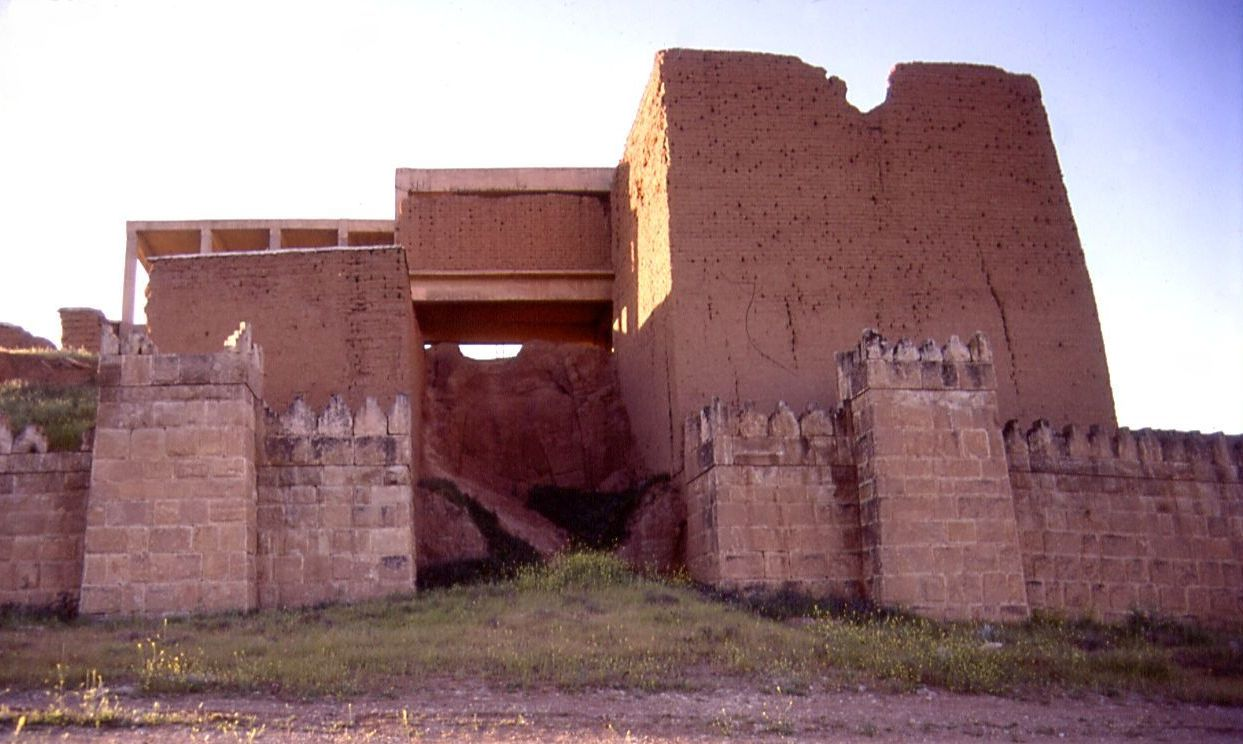
Restauração moderna do portão de Adade em Nínive em uma fotografia tirada antes da destruição total do portão pelo ISIS em abril de 2016. O Livro de Jonas exagera o tamanho de Nínive muito além do que realmente era historicamente.

As opiniões expressas por Jonas no Livro de Jonas são uma paródia das opiniões dos membros da sociedade judaica no momento em que foram escritas. O alvo principal da sátira pode ter sido uma facção a quem Morton Smith chama de "separacionistas", que acreditavam que Deus destruiria aqueles que o desobedeceram, que cidades pecaminosas seriam destruídas e que a misericórdia de Deus não se estendeu àqueles fora da aliança abraâmica. McKenzie e Graham comentam que "Jonas é, de certa forma, o mais 'ortodoxo' dos teólogos israelitas - para defender uma questão teológica". As declarações de Jonas ao longo do livro são caracterizadas por sua militância, mas seu nome ironicamente significa "pomba",um pássaro que os antigos israelitas associaram à paz.
A rejeição de Jonas aos mandamentos de Deus é uma paródia da obediência dos profetas descritos em outros escritos do Antigo Testamento. O arrependimento instantâneo do rei de Nínive parodia os governantes dos outros escritos do Antigo Testamento que desconsideram as advertências proféticas, como Acabe e Zedequias. A prontidão para adorar a Deus exibida pelos marinheiros no navio e pelo povo de Nínive contrasta ironicamente com a própria relutância de Jonas, assim como o maior amor de Jonas por kikayon, que lhe proporcionava sombra, do que por todas as pessoas em Nínive.
O Livro de Jonas também emprega elementos da literatura absurdista; exagera o tamanho da cidade de Nínive a um grau implausível e incorretamente se refere ao administrador da cidade como um "rei". Segundo os estudiosos, nenhum ser humano poderia sobreviver realisticamente por três dias dentro de um peixe, e a descrição do gado em Nínive em jejum ao lado de seus donos é "boba".
O motivo de um protagonista ser engolido por um peixe ou uma baleia gigante tornou-se um tropo comum de escritos satíricos posteriores.  Incidentes semelhantes são recontados em História Verdadeira, de Luciano de Samósata, que foi escrita no século II d.C. e na narrativa do romance Narrativa das Maravilhosas Viagens e Campanhas na Rússia do Barão de Münchhausen, publicada por Rudolf Erich Raspe em 1785.

## O peixe

### Tradução

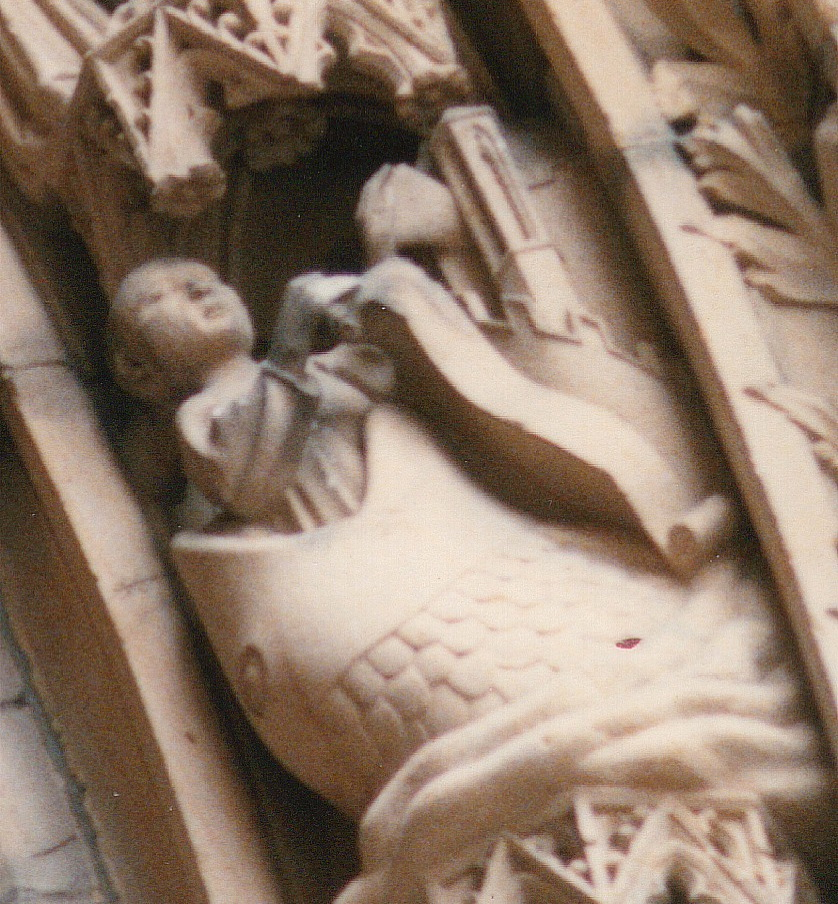
Representação de Jonas e o "grande peixe" na entrada sul da Catedral de Worms, em Worms, Alemanha

Embora seja constantemente chamado de baleia nos dias atuais, o hebraico, assim como em todas as escrituras, não se refere a nenhuma espécie em particular, simplesmente afirmando este como um "peixe grande" ou "peixe gigante" (as baleias são hoje classificadas como mamíferos e não peixes, mas essa distinção não foi feita na antiguidade). Enquanto alguns estudiosos da Bíblia sugerem que o tamanho e os hábitos do tubarão-branco correspondem melhor às representações dadas por Jonas, normalmente um humano adulto é grande demais para ser engolido inteiro. O desenvolvimento da baleação a partir do século XVIII deixou claro que a maioria das espécies de baleias, se não todas, eram incapazes de engolir um homem, levando a muita controvérsia sobre a veracidade da história bíblica de Jonas.
Em Jonas 2:1 (1:17 nas traduções para o português), o texto em hebraico diz dag gadol (דג גדול) ou, no texto massorético hebraico, dāḡ gā·ḏō·wl (דָּ֣ג גָּד֔וֹל), que significa "grande peixe". A Septuaginta traduz esta frase para o grego como kētei megalōi (κήτει μεγάλῳ), que significa" peixe enorme". Na mitologia grega, a mesma palavra que significa "peixe" (kêtos) é usada para descrever o monstro marinho morto pelo herói Perseu, que quase devorou a princesa Andrômeda. Mais tarde, Jerônimo traduziu esta frase como piscis grandis em sua Vulgata Latina. Ele traduziu kétos, no entanto, como ventre ceti em Mateus 12:40: este segundo caso ocorre apenas neste versículo do Novo Testamento.
Em algum momento, o cetus tornou-se sinônimo de "baleia" (o estudo das baleias agora é chamado de cetologia). Na sua tradução de 1534, William Tyndale traduziu a frase em Jonas 2:1 como "greate fyshe" e a palavra kétos (grego) ou cetus (latim) em Mateus 12:40 como "baleia". A tradução de Tyndale foi posteriormente incorporada à Versão Autorizada de 1611. Desde então, o "grande peixe" em Jonas 2 foi mais frequentemente interpretado como uma baleia. Em inglês, algumas traduções usam a palavra "baleia" para Mateus 12:40, enquanto outras usam "criatura marinha" ou "peixe grande". Em português, a Almeida Corrigida Fiel também traduz o termo como "grande peixe", fato que também ocorre com a Nova Versão Internacional.

### Especulação científica

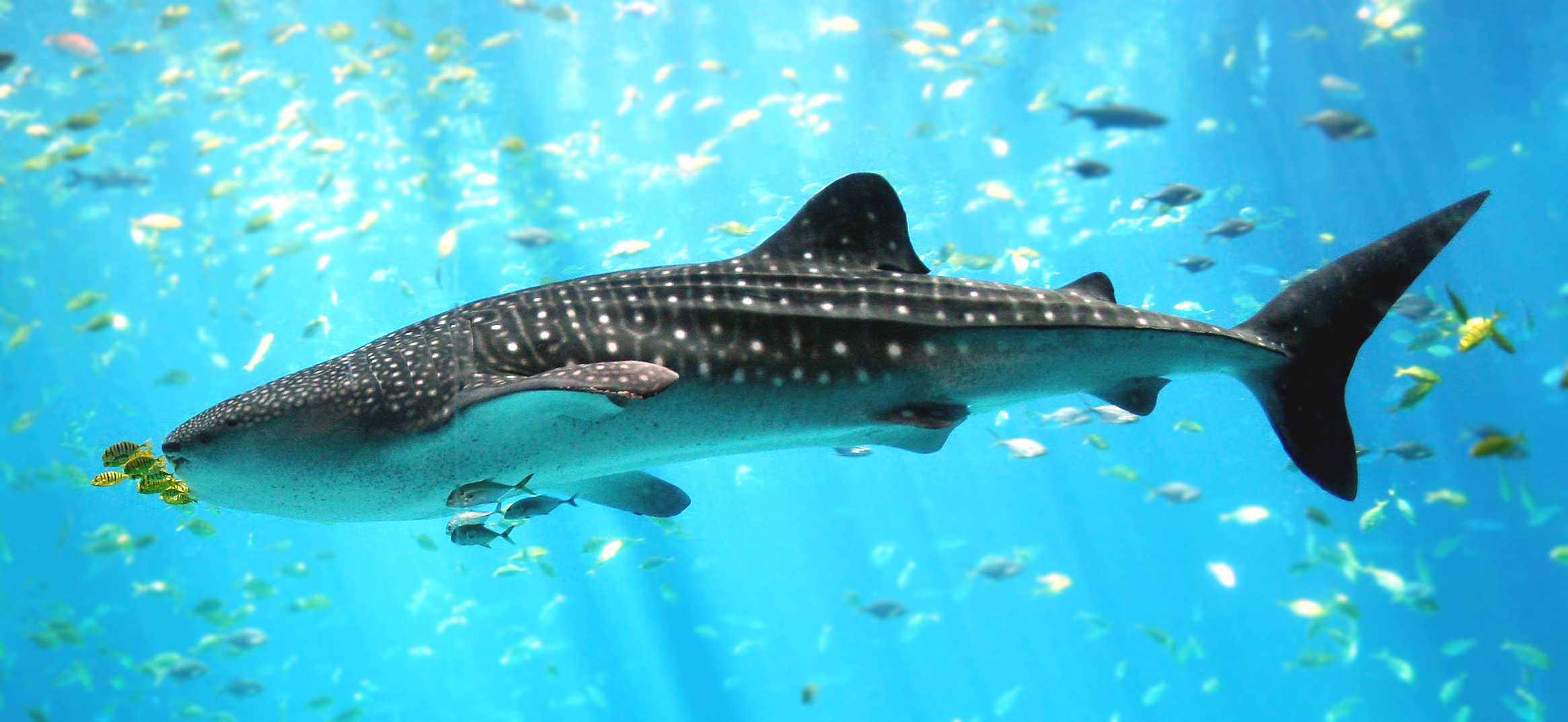
Fotografia de um tubarão-baleia, a maior espécie conhecida entre os peixes

Nos séculos XVII e XVIII, os naturalistas, interpretando a história de Jonas como um relato histórico, ficaram obcecados em tentar identificar as espécies exatas do peixe que engoliu a Jonas. Em meados do século XIX, Edward Bouverie Pusey, professor de hebraico na Universidade de Oxford, afirmou que o Livro de Jonas deve ter sido de autoria do próprio Jonas e argumentou que a história do peixe deve ser historicamente verdadeira, caso contrário não seria incluída na Bíblia. Pusey tentou catalogar cientificamente o peixe, na esperança de "envergonhar aqueles que falam do milagre da preservação de Jonas no peixe como algo menos credível do que qualquer outra ação milagrosa de Deus".
O debate sobre os peixes no Livro de Jonas teve um papel importante durante o interrogatório de Clarence Darrow sobre William Jennings Bryan no Julgamento de Scopes em 1925. Darrow perguntou a Bryan "Quando você lê isso... a baleia engoliu Jonas... como você interpreta isso literalmente?" Bryan respondeu que "um Deus que pode fazer uma baleia e pode fazer um homem, pode fazer com que ambos façam o que Ele quiser". Bryan finalmente admitiu que era necessário interpretar a Bíblia e é geralmente considerado como tendo parecido um "bufão".
As maiores baleias - mysticeti, um grupo que inclui a baleia azul - comem plâncton e "é comum dizer que essa espécie seria sufocada se tentasse engolir um arenque". Quanto ao tubarão-baleia, Dr. E.W. Gudger, Associado Honorário de Ictiologia do Museu Americano de História Natural, observa que, enquanto o tubarão-baleia tem uma boca grande, sua garganta tem apenas 10 cm de largura, com um cotovelo afiado ou uma curva atrás da abertura, o que significa que nem mesmo um braço humano seria capaz de passar por ele. Ele conclui que "o tubarão-baleia não é o peixe que engoliu Jonas".

## Influência cultural

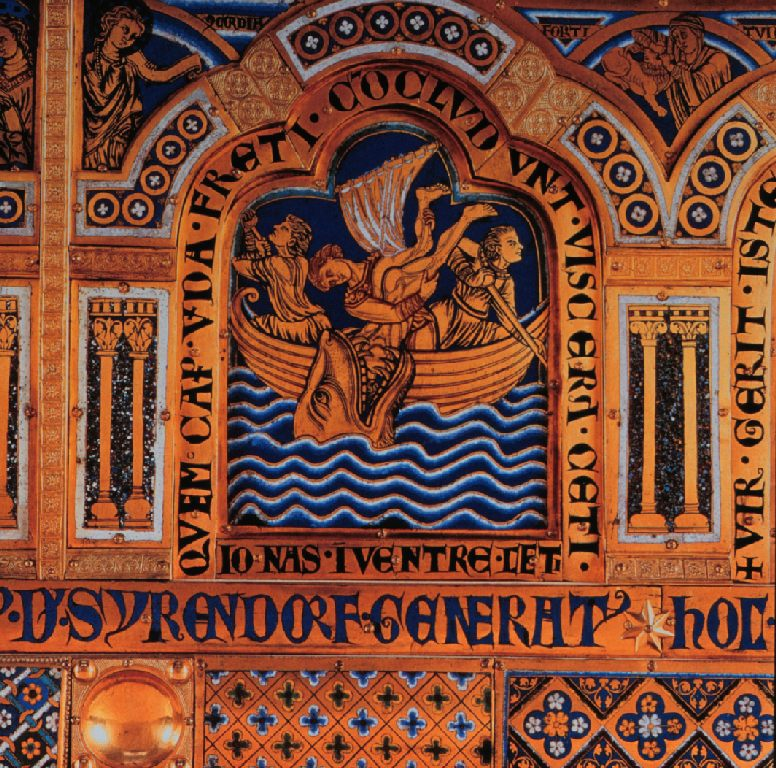
Representação de Jonas por Nicolas de Verdun (1181) em um altar na abadia de Klosterneuburg, na Áustria.

Na língua turca, "o peixe de Jonas" (em turco: yunus baligi) é o termo utilizado para se referir aos golfinhos. Uma expressão estabelecida há muito tempo entre os marinheiros usa o termo "um Jonas", para significar um marinheiro ou um passageiro cuja presença a bordo traz má sorte e põe em perigo o navio. Mais tarde, esse significado foi estendido para significar "uma pessoa que carrega azar, alguém que trará má sorte a qualquer empresa".
Apesar de sua brevidade, o Livro de Jonas foi adaptado inúmeras vezes na literatura e na cultura popular. Em Moby-Dick (1851), de Herman Melville, o padre Mapple faz um sermão sobre o livro de Jonas. Mapple pergunta por que Jonas não mostra remorso por desobedecer a Deus enquanto ele está dentro do peixe. Ele chega à conclusão de que Jonas admiravelmente admite que "seu terrível castigo é justo". As Aventuras de Pinóquio (1883), de Carlo Collodi, apresenta o personagem-título e seu pai Geppetto sendo engolidos por uma baleia, uma alusão à história de Jonas. A adaptação cinematográfica do romance de Walt Disney, em 1940 também retém essa alusão. A história de Jonas foi adaptada no filme de animação de Phil Vischer e Mike Nawrocki, Jonah e os Vegetais (2002). No filme, Jonas é engolido por uma baleia gigantesca. O filme foi o primeiro lançamento teatral da Big Idea Entertainment e, em seu primeiro final de semana, arrecadou aproximadamente US$ 6,5 milhões.

## Conexões sugeridas com lendas

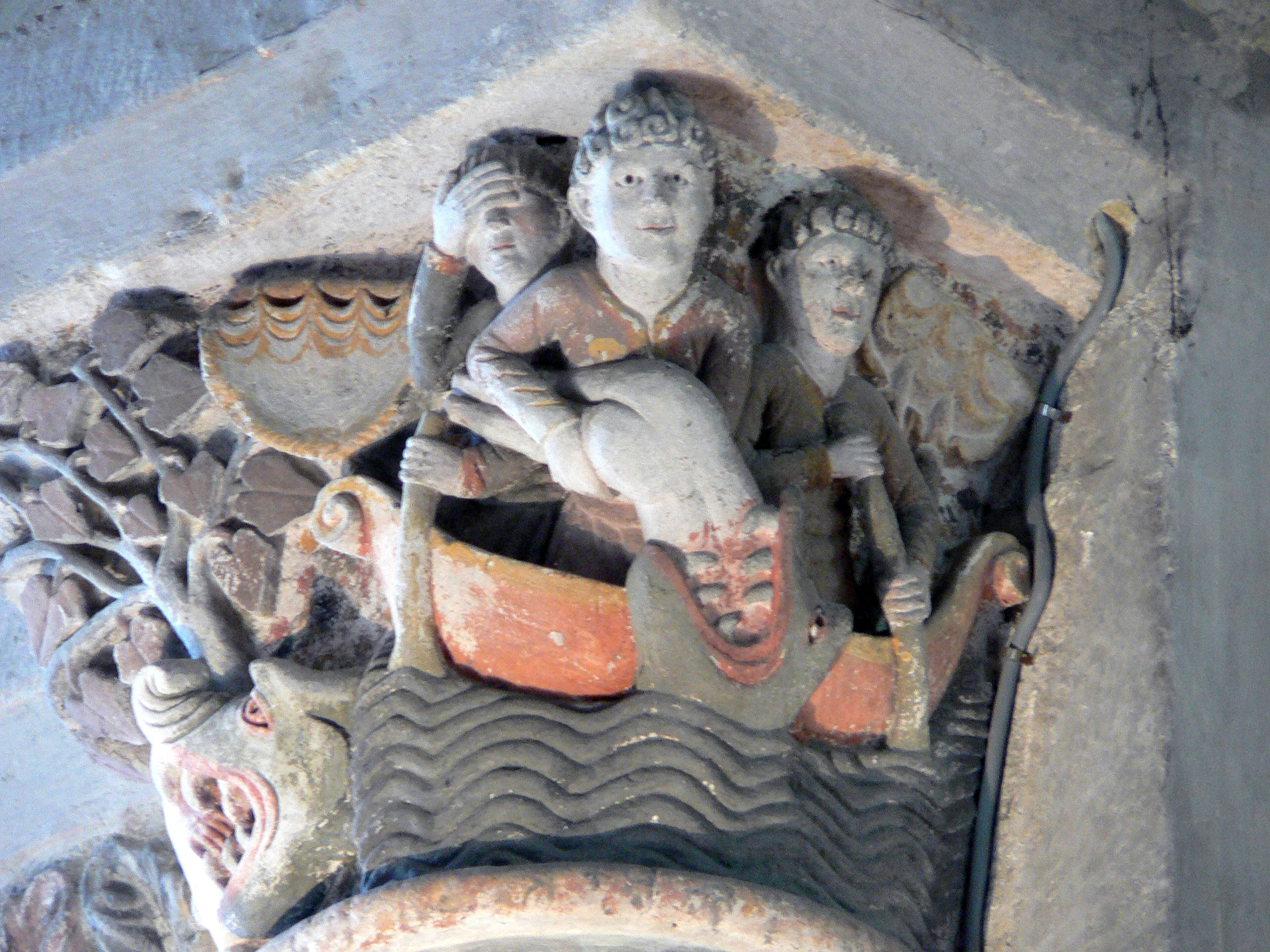
Jonas sendo engolido por um grande monstro marinho. Capital da coluna esculpida do teto da igreja da abadia em Mozac, França, século XII.

Joseph Campbell sugere que a história de Jonas se assemelhe a uma cena da Epopéia de Gilgamesh, na qual Gilgamesh obtém uma planta do fundo do mar. No livro de Jonas, um verme (em hebraico tola'ath, "lagarta") morde a raiz da planta que dá sombra, secando-a; enquanto que na Epopeia de Gilgamesh, Gilgamesh amarra pedras nos pés e puxa a raiz da planta do fundo do mar. Uma vez que ele retorna à praia, a planta rejuvenescedora é comida por uma serpente.
Campbell também observou várias semelhanças entre a história de Jonas e a de Jasão (Jason) na mitologia grega. A tradução grega do nome Jonas também é Jonas, que difere de Jason apenas na ordem dos sons - os dois SOs são ômegas, sugerindo que Jasão pode ter sido confundido com Jonas. Gildas Hamel, inspirado no livro de Jonas e em fontes greco-romanas - incluindo vasos gregos e os relatos de Apolônio de Rodes, Caio Valério Flaco e As Argonáuticas - identifica uma série de motivos compartilhados, incluindo os nomes dos heróis, a presença de uma pomba, a ideia de "fugir" como o vento e causar uma tempestade, a atitude dos marinheiros, a presença de um monstro do mar ou dragão ameaçando o herói a engolí-lo, e a forma e a palavra usadas para a "cabaça" (kikayon). Hamel considera que foi o autor hebreu reagiu e adaptou esse material mitológico para comunicar sua própria mensagem de uma forma bastante diferente.